# 刘坪
刘坪（1963年8月—），男，汉族，四川宜宾人，中华人民共和国政治人物。曾任中共阿坝州委书记，现任四川省人大常委会副主任。